# Big Spender

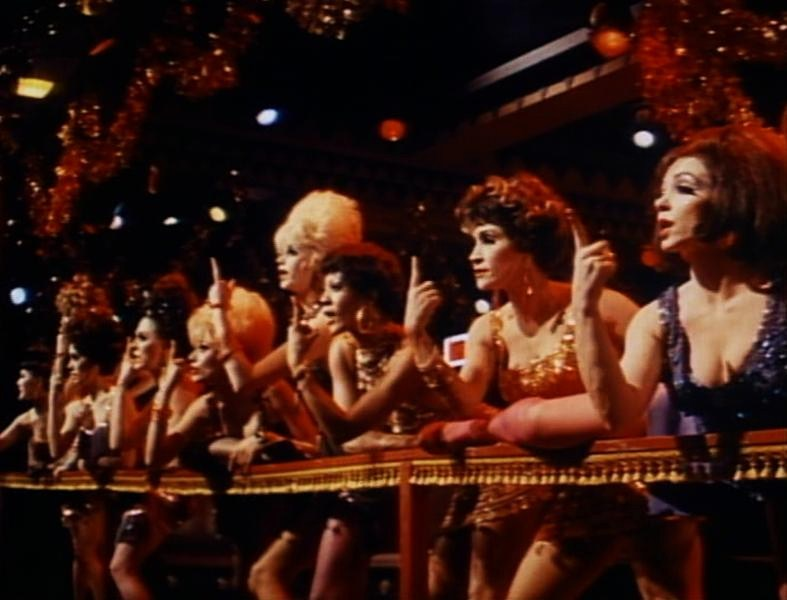
Paula Kelly (la tercera desde la derecha) y Chita Rivera (la segunda desde la derecha) como seductoras anfitrionas de baile interpretando «Big Spender» en Sweet Charity (1969).

«Big Spender» es una canción escrita por Cy Coleman y Dorothy Fields para el musical Sweet Charity, estrenada en 1966. Es cantada, en el musical, por las chicas de la presentadora de baile; fue coreografiado por Bob Fosse para el musical de Broadway y la película de 1969. Se establece al ritmo de un estriptis mientras las chicas se burlan de los clientes.

## Versión de Shirley Bassey
Una versión exitosa de la canción de Shirley Bassey alcanzó el número 21 en la lista UK Singles Chart en diciembre de 1967. Esta versión aparece en la película de 2004, The Life and Death of Peter Sellers,  y en la película de 2005, Nynne. La canción se ha convertido en una de las canciones emblemáticas de Bassey. Ella ha interpretado la canción numerosas veces, especialmente para el 80.º cumpleaños del Príncipe Felipe. Ella también lo cantó en el Festival Glastonbury de 2007.
En diciembre de 2007 fue relanzado en una nueva versión remezclada como descarga digital. Este fue el tercer y último sencillo lanzado del álbum Get the Party Started. El sencillo incluye un remix de Pink Pound y dos remixes instrumentales que no fueron incluidos en el lanzamiento del álbum. A diferencia de los dos sencillos anteriores, esta canción presentó un remix de una grabación anterior, la pista vocal fue tomada de una sesión grabada en 1984 para el álbum I Am What I Am. No se realizó ninguna promoción para el sencillo y no se realizó ningún video para respaldar el lanzamiento.

### Lista de canciones
1. «Big Spender»
2. «Dangerous Game»[6]

## Otras versiones

### Versiones grabadas
- Peggy Lee, quien grabó la canción en 1966. Su interpretación se convirtió en un éxito en la lista de Easy Listening de Estados Unidos en ese año.[7]
- The Ritchie Family, hicieron una versión disco de su álbum de 1978 American Generation
- Chaka Khan, en ClassiKhan (2004)
- Bette Midler versionó la canción para su álbum de tributo de Peggy Lee, Bette Midler Sings the Peggy Lee Songbook, el cual se lanzó en 2005.
- Jennifer Love Hewitt grabó su versión de la canción para una promoción de su nueva serie de televisión, The Client List.
- Lana Del Rey cantó una variación del coro de la canción a lo largo de la canción «Spender» del rapero inglés Smiler para su mixtape 2012, All I Know.
- Theophilus London para su mixtape de 2012, Rose Island Vol. 1, tocó un remix de DJ Carnage que presenta ASAP Rocky
- Skepta rapea un remix de grime de la versión de Theophilus London.
- Dee Snider con Cyndi Lauper, en el álbum Dee does Broadway que se lanzó en 2012

### Presentaciones en vivo
- A finales de la década de 1970, Tom Waits a menudo solía interpretar «Big Spender» como un popurrí con la canción «Small Change».
- Queen lo realizó en vivo en el Wembley Stadiumel 12 de julio de 1986 en el álbum Live at Wembley '86 publicado en 1992, también se interpretó en vivo en el concierto Live at the Rainbow '74 publicado en 2014 en el álbum A Night at the Odeon — Hammersmith 1975 publicado en 2015.
- Dionne Warwick y Debby Boone interpretaron la canción en el show de One Step Closer en 1982.
- The Pussycat Dolls interpretó la canción en vivo en los MTV Asia Awards, con Melody Thornton en la voz principal.[8]
- En el Doll Domination Tour de The Pussycat Dolls que comenzó en 2009, contó con Ashley Roberts, Jessica Sutta y Kimberly Wyatt bailando «Big Spender», seguida por una actuación de Melody Thornton.

## Parodias y letras alternativas
- La canción apareció en comerciales Muriel Cigar en la década de 1970, cantada por Edie Adams. Una versión modificada de la melodía instó al espectador a «...gastar un poco de dinero conmigo», en referencia al precio de un cigarro Muriel.
- En un episodio del programa de comedia británica británica Goodness Gracious Me, el reparto realiza una parodia de la canción llamada «Big Spinster».
- En el episodio «Two Bad Neighbors» de Los Simpson, Homer Simpson  interpretó la canción en una venta de garaje con nuevas letras para reflejar la mercancía que promociona.
- En el juego de computadora Discworld Noir el «Troll Saphire» realizó una parodia de «Big Spender», con la letra inicial como «en el momento en que atravesaste la pared, podría decir que eras un duende de la destrucción».
- En el episodio «Viva Mars Vegas» de Futurama, se reproduce una versión parodia de «Big Spender», con la letra «Hey Rich Lobster», cuando el Dr. Zoidberg aparece en un casino en Marte con millones de dólares para gastar y perder

## Muestreo musical
- El sencillo de 2007, «Roc-A-Fella Billionaires», de Freeway con Jay-Z contiene muestras de la versión de Helen Gallagher.
- El sencillo de 2012, «Big Spender», de Theophilus London y ASAP Rocky muestrea la versión de Peggy Lee de «Big Spender».

## Apariciones en cine y televisión
- Durante los créditos de apertura animados de The Pink Panther Strikes Again (1976), el animador Richard Williams tiene una alineación de panteras rosas en una parodia de la puesta en escena de las chicas animadoras; Henry Mancini cita a «Big Spender», siguiendo perfectamente el «Tema de la Pantera Rosa».
- En la película de Hou Hsiao-Hsien de 1987, Daughter of the Nile, la canción se reproduce dos veces en el restaurante de Lin Hsiao-fang.
- En National Lampoon's European Vacation, Ellen Griswold interpreta «Big Spender» con bailes exóticos mientras Clark (su esposo) lo graba en video.
- En «Dream On», un episodio de la temporada 1 de Glee, una mujer que hace una audición para Los miserables canta esta canción. La canción fue presentada nuevamente en el estreno de la temporada 3, «The Purple Piano Project», por Sugar (Vanessa Lengies), , una estudiante que no puede cantar.
- La canción fue cantada por Ellis en el primer episodio de The Glee Project.
- En el episodio de Grounded for Life, «Mrs. Finnerty, You've Got a Lovely Daughter», Sean consigue la canción aprobada para su hija Lily para actuar en su concurso de talentos de la escuela católica.
- En la promoción de The Client List, Jennifer Love Hewitt interpreta esta canción.
- En el tráiler de Mortdecai de Johnny Depp